# Tridacna squamosina
Tridacna squamosina is een tweekleppigensoort uit de familie van de Cardiidae. De wetenschappelijke naam van de soort is voor het eerst geldig gepubliceerd in 1899 door Sturany.